# 第1軍 (赤軍)
第1軍（だい1ぐん、ロシア語: 1-я армия）は、ロシア内戦中の1918年から1921年にかけて、赤軍に二度形成されていた編制。

## 初代第1軍
1918年3月17日、エカテリノスラフにおいて開催された第2回全ウクライナ・ソビエト大会 (ru) 中の「軍事組織について」の決議に基づき、同月上旬に「第1革命軍」(1-я революционная армия) として、オーストリア＝ハンガリー帝国軍やドイツ帝国軍の介入に対処するためにビルズラ一帯で設立された。軍にはアッケルマンやエリザヴェトグラードからの部隊も含まれ、その規模は4月には最大3万人にまで増強されたが、翌5月に第1軍は解散した。
戦歴としては、3月にオデッサ方面でドイツ軍と戦ったが、クレメンチューク、ズナメンカ、クリヴォイ・ローグへと退却した。その後ニーコポリ＝アレクサンドロフスク線上で第2軍を援護し、エカテリノスラフを防衛した。4月にはヤシノヴァタヤ、ユゾフカ、マリウポリでも連合国の介入を退けたが、同月下旬にはデバリツェヴォ、ズヴェレヴォへと押され、さらにドイツ軍の攻勢によってタガンログ、ロストフ・ナ・ドヌへと退却を余儀なくされた。
初代第1軍の歴代司令官は、P・V・アセーエフ、S・L・エゴロフ、コジュラ、カルロフであった。

## 第2代第1軍
1918年6月19日付東部戦線指令に基づき、チェコ軍団および憲法制定議会議員委員会人民軍に対処するため、シズラニとシンビルスクで活動する部隊から編成された。当初は東部戦線（翌1919年4月11日からは同戦線南部グループ）の指揮下にあったが、1919年8月15日からはトルキスタン戦線の指揮下へと移された。サランスクを中心に活動していたが、その後1921年1月に第1軍は解散した。

### 戦歴
1918年にはヴォルガ一帯で白軍およびチェコ軍団と戦い、翌1919年まで東部戦線の諸攻勢に参加した。シンビルスク作戦およびシズラニ＝サマーラ作戦 (ru) を主導してサマーラ（1918年9-10月）、ステルリタマク（12月）、オレンブルク（1919年1月）の諸都市を占領。1919年には白軍ロシア軍による春季攻勢からステルリタマクとオレンブルクを防衛し、4月から6月にかけては東部戦線による反攻 (ru) にも参加し、ブグルスラン作戦 (ru)、ベレベイ作戦 (ru) では南軍 (ru) のアレクサンドル・コルチャークとも戦った。
8月から9月にかけてはトルキスタン戦線の指揮下でコルチャーク軍とウラル軍の撃退に加わり、アクトベ作戦 (ru) 中の9月13日にはムガルジャル山でトルキスタン自治社会主義ソビエト共和国軍と合流した。第1軍の一部は4月までウラル軍と戦い、また別の一団は11月から翌1920年3月にかけて、ザカスピ州を占領してヒヴァ作戦とブハラ作戦への参加によってソビエト権力の樹立に貢献した。また、その後も第1軍はバスマチとの戦闘に従事した。

### 構成
司令官
- アレクサンドル・ハルチェンコ（1918年6月19日 - 28日、その後白軍へ寝返る）
- ミハイル・トゥハチェフスキー（1918年6月28日 - 1919年1月4日）
- ガヤ・ガイ（ロシア語版）（1919年1月4日 - 5月25日）
- ゲオルギー・ジノヴィエフ（ru, 1919年5月25日 - 1920年11月12日）
- パーヴェル・ザハロフ（ロシア語版）（1920年11月12日 - 12月4日、1921年1月4日 - 27日、暫定）
- ヨシフ・ブラジェヴィチ（ru, 1920年12月4日 - 1921年1月4日）

革命軍事会議メンバー
- オスカル・カールニン（ru, 1918年6月16日 - 1919年4月7日）
- ヴァレリアン・クイブィシェフ（1918年7月15日 - 9月13日）
- セルゲイ・メドヴェージェフ（en, 1918年9月14日 - 1919年1月20日）
- グラフィラ・オクロヴァ＝テオドロヴィチ（ロシア語版）（1919年4月4日 - 6月6日）
- V・V・クラノフ（1919年4月12日 - 5月30日）
- A・M・ジヤコノフ（1919年6月7日 - 9月23日）
- A・K・ミルスキン（1919年6月7日 - 7月19日）
- シャルヴァ・エリアヴァ（ロシア語版）（1919年6月8日 - 8月4日）
- V・A・ポクロフスキー（1919年7月24日 - 11月18日）
- コンスタンチン・アフクセンチエフスキー（ロシア語版）（1919年8月22日 - 11月19日）
- ピョートル・バラノフ（ru, 1919年10月19日 - 1921年9月27日）
- ニコライ・パスクツキー（ru, 1920年1月13日 - 8月14日）
- V・F・プレトネフ（1920年8月10日 - 1921年1月14日）
- N・S・ネレジン（1920年9月9日 - 1921年1月27日）
- N・M・ヴォローニン（1920年11月9日 - 1921年1月21日）

参謀長
- ルドリフ・シムニチ（1919年6月16日 - 7月11日）
- イヴァン・ザハロフ（ru, 1918年7月11日 - 8月15日）
- ニコライ・コリツキー（ru, 1918年8月15日 - 11月28日）
- フョードル・シャファロヴィチ（ru, 1918年11月28日 - 1920年9月9日）
- パーヴェル・ザハロフ（1920年9月9日 - 11月12日、12月4日 - 1921年1月27日）
- V・P・クリコフ（1920年11月12日 - 12月4日）

部隊
- 第1トルキスタン狙撃師団（1919年11月 - 1920年7月）
- ペンザ歩兵師団（1918年7月 - 1919年10月、1919年3月から第20狙撃師団）
- 第25狙撃師団（ロシア語版）（1919年1月 - 3月）
- 第24狙撃師団（ロシア語版）（1918年7月 - 1919年5月、8月 - 12月）
- 第49狙撃師団（1919年6月 - 11月）
- ヴォリスク狙撃師団（1918年8月 -9月、10月）
- インザ革命師団（ロシア語版）（1918年6月 - 12月）
- オレンブルク狙撃師団（1919年2月 - 3月）
- 第1トルキスタン騎兵師団（ru, 1920年9月 - 11月）
- 第3トルキスタン騎兵師団（ru, 1919年7月 - 1920年10月）